# ايه.ال. كيه 2
تحرير ايه.ال. كيه 2 A.L.K.2 هي بكتيريا معدلة وراثيا يمكنها أن تجعل إنتاج الإيثانول السليلوزي ارخص وهو أكتشاف حديث قد يطلق العنان لمزيد من أنواع الطاقة المستخرجة من منتجات نفايات الزراعة والغابات.
وطرح الإيثانول المستخرج من السليلوز الذي هو نوع من السكر يشبه عيدان الذرة ونشارة الخشب كبديل صديق للبيئة بدلا من أنواع الوقود الحفري مع تميزه بأنه لا يستخدم المحاصيل الغذائية مثل القمح كمواد خام، وتقوم المعادلة في أن البكتيريا المعدلة وراثيا تخمر السليلوز لتنتج ايثانول بفاعلية أكبر.
ويمكن للبكتريا الجديدة المعدلة وراثيا المعروفة باسم (ايه.ال. كيه 2) أن تخمر جميع أنواع السكر الموجودة في الكتلة الحيوية ويمكنها القيام بذلك عند درجة حرارة 50 درجة مئوية مقارنة بالميكروبات التقليدية التي لا يمكنها القيام بالوظيفة فوق 37 درجة مئوية.
وقالت كلية دارموث في بيان ان الايثانول السليلوزي يكاد لا يصدر أي انبعاثات غازية مسببة لظاهرة الاحتباس الحراري نظرا لان ثاني أكسيد الكربون المستغل في نمو النباتات التي تدخل في صناعته يعادل ذلك الذي ينبعث أثناء تشغيل المحركات لإنتاجه.